# Мошенино
Мошенино — деревня в Невельском районе Псковской области России. Входит в состав Артёмовской волости. 

## География
Расположена примерно в 25 километрах от районного центра города Невеля.
В 5 верстах к западу стояла деревня Запрудье, ныне запустевшая.

## Население
| 2001 | 2002 | 2010 |
| ---- | ---- | ---- |
| 97   | ↗100 | ↘82  |

Численность населения деревни по оценке на начало 2001 года составляла 97 человек.

## История
На окраине расположено деревенское кладбище и братская могила 315 воинов Советской Армии, погибших при освобождении Невельского района. Здесь же захоронен Герой Советского Союза В. А. Толкачёв.

## Инфраструктура
В деревне имеется магазин Невельского райпо. Также в деревне есть клуб и библиотека. В советское время в школе функционировала восьмилетняя школа.

## Транспорт
Автобусное сообщение с райцентром осуществляется маршрутом Невель — Каралиновка.